# فيتي واب
فيتي واب (بالإنجليزية: Fetty Wap)‏ وإسمهُ الحقيقي ويلي ماكسويل الثاني (بالإنجليزية: Willie Maxwell II)‏ هو مغني راب وكاتب أغاني أمريكي ولد في 7 يونيو 1991 في مدينة باترسون بالولايات المتحدة ، اشتهر بأغنيته Trap Queen في سنة 2014 والتي وصلت إلى المركز الثاني على قائمة بيلبورد هوت 100 الأمريكية في سنة 2015 وكذلك في أغنية 679 وMy Wayوألتان احتلتا المراكز ال10 الأولى في بيلبورد.

## وصلات خارجية
- فيتي واب على موقع IMDb (الإنجليزية)
- فيتي واب على موقع ميوزك برينز (الإنجليزية)
- فيتي واب على موقع أول ميوزيك (الإنجليزية)
- فيتي واب على موقع ديسكوغز (الإنجليزية)
- فيتي واب على موقع قاعدة بيانات الفيلم (الإنجليزية)

- الموقع الشخصي